# سانه ویفرس
سانه ویفرس (هلندی: Sanne Wevers؛ زادهٔ ۱۷ سپتامبر ۱۹۹۱) یک ژیمناست اهل هلند است.
از افتخارات وی میتوان به کسب مدال طلا چوب موازنه در بازی‌های المپیک تابستانی ۲۰۱۶ اشاره کرد.